# Mileniul al VI-lea î.Hr.

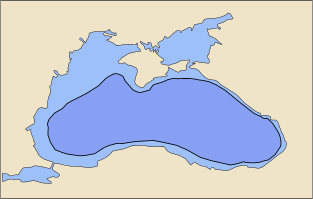
Marea Neagră în prezent (albastru-deschis) și în urmă cu 5.600 de ani (albastru-închis)

(Mileniul al VII-lea î.Hr. - Mileniul al VI-lea î.Hr. - Mileniul al V-lea î.Hr. - alte secole și milenii)
Al șaselea mileniu î.e.n. a durat din anul 6000 î.e.n. până în anul 5001 î.e.n.

## Evenimente
- Apariția agriculturii în bazinul Nilului.
- Prima irigare artificială în regiunea semiluna fertilă.
- Conform unei teorii recente, perioada probabilă de formare a Bosforului și a unor inundații catastrofale despărțind în consecință apele Mării Negre de cele Mediterane.
- Distrugerea orașului Çatalhöyük.
- Primele așezări în insula Malta.
- Așezările culturii Cishan în China.
- Cultura Bug-Nistru în zona cuprinsă de Republica Moldova și Ucraina.

## Secole
| Secolul LX î.Hr. | Secolul al LIX-lea î.Hr. | Secolul al LVIII-lea î.Hr. | Secolul al LVII-lea î.Hr. | Secolul al LVI-lea î.Hr. | Secolul al LV-lea î.Hr. | Secolul al LIV-lea î.Hr. | Secolul al LIII-lea î.Hr. | Secolul al LII-lea î.Hr. | Secolul al LI-lea î.Hr. |